# Кетлін Кі
Кітті Ланахан (англ. Kitty Lanahan), відома як Кетлін Кі (англ. Kathleen Key; 1 квітня 1903—22 грудня 1954) — американська акторка, яка досягла короткого періоду слави в епоху німого кіно. Найбільше її запам'ятали за роллю Тірзи у фільмі «Бен-Гур» 1925 року.

## Раннє життя та кар'єра
Народилась у Баффало, Нью-Йорк, дебютувала в австралійському фільмі 1920 року «Джакеру з Кулабонга», зігравши головну роль. З цього моменту і до кінця 1920-х років Кетлін Кі знялася в кількох фільмах, але не досягла зіркової слави.
У 1922 році знялася в фільмі «Омар Хаям» (який не вийшов до 1925 року під назвою «Клятва закоханого») і зіграла фатальну жінку в фільмі «Де сьогодні мій бродячий хлопчик?». Того ж року підписала контракт із Чарльзом Баком Джонсом у фільмі Vamoos для Fox Film.
Приблизно в цей час Кі провела рік в Австралії як виконавиця головної ролі в постановках Snow Baker. До створення Vamoos знімалася з Джоном Гілбертом у «Святому Ельмо», також для студії Fox. Вона була обрана як «невинна молода штука», а не зіграла свою звичайну роль жінки-вамп.
Кульмінаційною точкою кар'єри стало обрання однією з дитячих зірок WAMPAS 1923 року; однак наприкінці десятиліття Кі зіграла свою останню значну роль у кіно — Колетт у фільмі «Привид півночі» 1929 року. Її ім'я не фігурує в титрах її чотирьох останніх фільмів: як Розалі Лоуренс у фільмі «Проти вітру» (1930), у ролі безіменної гості у фільмі «Грім у ночі» (1935), а в 1936 році як танцюристки у фільмі «Клондайк» Енні, і, нарешті, невелика роль в One Rainy Afternoon. Після цих останніх ролей Кетлін Кі полишина кіно.

## Особисте життя
На початку 1930-х Кі мала роман з актором німого кіно Бастером Кітоном, на той час одруженим. Як розповідається в біографії Кітона Меріон Мід, він намагався розірвати стосунки, але Кі приревнувала і розгромила його гримерку у MGM, через що була в чорному списку кіноіндустрії. Також повідомлялося, що сварку в роздягальні викликав Кітон, відмовившись надати Кі грошову позику.

## Смерть
22 грудня 1954 року Кі померла від цирозу печінки. Похована в меморіальному парку Валгалла в Північному Голлівуді, Каліфорнія.

## Вибрана фільмографія
- 1921 — Чотири вершники Апокаліпсису / The Four Horsemen of the Apocalypse
- 1924 — Морський яструб
- 1925 — Бен-Гур: історія Христа
- 1926 — Дні в коледжі